# Världens ljus

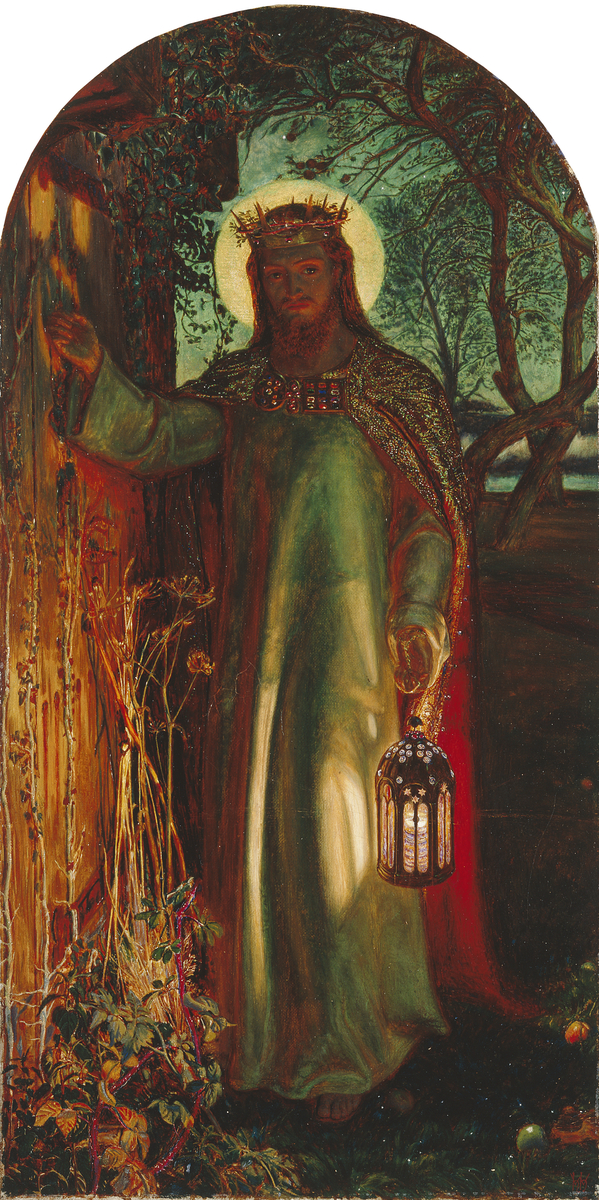
Versionen på Manchester Art Gallery.

Världens ljus (engelska: The Light of the World) är en oljemålning av den engelske konstnären William Holman Hunt. Den målades 1850–1853 och är utställd i Keble College i Oxford sedan 1895. Det finns även en mindre version (49,8 x 26,1 cm) från 1851–1856 som ingår i samlingarna på Manchester Art Gallery sedan 1912. Hunt målade en tredje version på äldre dagar, omkring 1900–1904, med bistånd från konstnären Edward Robert Hughes. Den inköptes och donerades av Charles Booth till Sankt Paulskatedralen i London.
Målningen visar en person som föreställer Jesus som knackar på en övervuxen dörr som inte varit öppnad på länge, som ska illustrera Uppenbarelseboken 3:20: "Se, jag står vid dörren och bultar. Om någon hör min röst och öppnar dörren skall jag gå in till honom och äta med honom och han med mig". 
Målningens titel är en fras som Jesus använde om sig själv och lärjungarna i Matteusevangeliet (5:14) och Johannesevangeliet (8:12).